# アマチュア無線家
アマチュア無線家（アマチュアむせんか）とは、アマチュア無線局の設備を使用し、アマチュア無線業務に割り当てられた周波数で他のアマチュア無線家との双方向の個人的な通信を行う人のことである。アマチュア無線家は、適用法規、電子機器、無線理論、無線機器操作に関する試験に合格した後、政府当局からアマチュア無線免許を取得している。免許の構成要素として、アマチュア無線家には、通信中に自分自身を識別するために使用するコールサインが割り当てられる。世界中で約300万人のアマチュア無線家がいる。
アマチュア無線家は、「ハム」(ham)とも呼ばれる。アマチュア無線家のニックネームとしての「ハム」という言葉の由来は諸説ある。

## 人口統計
| 国               | アマチュア 無線家の数 | 対人口比 (%) | 統計年 | 出典  |
| ---------------- | --------------------- | ------------ | ------ | ----- |
| アメリカ合衆国   | 801,424               | 0.248        | 2016   | [ 2 ] |
| 日本             | 435,581               | 0.343        | 2015   | [ 3 ] |
| タイ             | 176,278               | 0.275        | 2006   | [ 4 ] |
| ドイツ           | 75,262                | 0.092        | 2007   | [ 5 ] |
| カナダ           | 69,183                | 0.201        | 2011   | [ 2 ] |
| 中華民国         | 68,692                | 0.296        | 1999   | [ 4 ] |
| スペイン         | 58,700                | 0.127        | 1999   | [ 4 ] |
| イギリス         | 58,426                | 0.094        | 2000   | [ 4 ] |
| 韓国             | 42,632                | 0.082        | 2012   | [ 6 ] |
| ロシア           | 38,000                | 0.026        | 1993   | [ 4 ] |
| ブラジル         | 32,053                | 0.016        | 1997   | [ 4 ] |
| イタリア         | 30,000                | 0.049        | 1993   | [ 4 ] |
| インドネシア     | 27,815                | 0.011        | 1997   | [ 4 ] |
| フランス         | 14,160                | 0.02         | 2013   | [ 4 ] |
| ウクライナ       | 17,265                | 0.037        | 2000   | [ 4 ] |
| アルゼンチン     | 16,889                | 0.042        | 1999   | [ 4 ] |
| ポーランド       | 16,000                | 0.041        | 2000   | [ 4 ] |
| オーストラリア   | 15,328                | 0.067        | 2000   | [ 4 ] |
| インド           | 15,679                | 0.001        | 2000   | [ 4 ] |
| マレーシア       | 10,509                | 0.0004       | 2016   | [ 4 ] |
| デンマーク       | 8,668                 | 0.156        | 2012   | [ 7 ] |
| スロベニア       | 6,500                 | 0.317        | 2000   | [ 4 ] |
| 南アフリカ共和国 | 6,000                 | 0.012        | 1994   | [ 4 ] |
| オーストリア     | 5,967                 | 0.068        | 2016   | [ 8 ] |
| ノルウェー       | 5,302                 | 0.106        | 2000   | [ 4 ] |
| フィンランド     | 5,000                 | 0.090        | 2016   | [ 9 ] |

免許を受けた人の総数を記録するのとは別に、アマチュア無線家についての詳細な人口統計を行っている政府はほとんどない。世界中のアマチュア無線家の大部分は、アメリカ合衆国・日本・タイ王国・大韓民国、およびヨーロッパ各国に居住している。人口当たり人数の多い上位5か国は、スロベニア・日本・中華民国（台湾）・タイ・アメリカである。2018年現在、イエメンと朝鮮民主主義人民共和国の2か国の政府だけが、国民がアマチュア無線家になるのを禁じている。
一部の国家では、複雑な手続きや高い手数料のため、アマチュア無線の免許を取得するのが困難である。ほとんどの国では、外国人がアマチュア無線免許を取得することができるし複数の国でアマチュア無線の免許を取得することもできる。

### 性別
大多数の国では、アマチュア無線家は主に男性である。中華人民共和国ではアマチュア無線家の12%が女性であり、アメリカでは約15%である。女性アマチュア無線家の国際組織としてYoung Ladies Radio League(YLRL)がある。
男性のアマチュア無線家は、年齢にかかわらず、モールス符号における"old man"の略語で"OM"と呼ばれる。女性のアマチュア無線家は、年齢にかかわらず、"young lady"の略語から"YL"と呼ばれる。"XYL"は、かつてはアマチュア無線の免許を受けていない女性（通常は男性のアマチュア無線家の妻）を指す言葉として使用されていた。今日では、免許を有するか否かにかかわらず、アマチュア無線家の女性配偶者を意味するようになっている。また、"wife"をもじって"YF"と呼ばれることもある。これらの略語は英語に由来しているが、世界中のアマチュア無線家の間で使用されている。なお、国際的な通信が行われる短波帯で行われる通信で聞かれる最も一般的な言葉は英語である。

### 年齢
ほとんどの国では、アマチュア無線免許を取得してアマチュア無線家になるための年齢制限は設けられていない。多くの国でアマチュア無線家の数は年々増加しているが、アマチュア無線家の平均年齢はかなり高い。大阪市浪速区のアマチュア無線販売店の日栄ムセンでは、YouTube（CQチャンネル!!）を活用して若年層のアマチュア無線家の育成に努めている。
いくつかの国のアマチュア無線連盟では、アメリカ無線中継連盟のアマチュア無線教育技術プログラムのような、若者のアマチュア無線への参加を奨励するための特別なプログラムを開発することにより、アマチュア無線家の高年齢化に対応してきた。ワールドワイド・ヤング・コンテスターズ(World Wide Young Contesters)は、 特にヨーロッパ人の若者のコンテストへの参加を促進するために組織された。アマチュア無線団体とスカウト運動の間には、若者に無線技術を導入する強いつながりがある。世界スカウト機構(WOSM)が毎年開催しているJamboree On The Airは、スカウト運動の最大の活動で、毎年10月にアマチュア無線を使って50万人のスカウトとガイドが会話を行う。

## サイレントキー
死亡したアマチュア無線家のことを「サイレントキー」（Silent Key、略してSK）という。元々モールス符号における略号"SK"は、無線局を閉局する際、送信機の電源を切る前に最後に送信する信号として使用されていた。これが、死亡したアマチュア無線家の意味に転じた。